# Piper PA-31T Cheyenne
Piper PA-31T Cheyenne je dvomotorový turbovrtulový užitkový dolnoplošník vyvinutý společností Piper z dřívějšího typu PA-31P Pressurized Navajo.

## Vznik a vývoj
Letoun původně vznikl z pístové varianty Pressurized Navajo jeho vybavením dvěma turbovrtulovými motory Pratt & Whitney Canada PT6A-28. Vývoj byl zahájen koncem roku 1965, prototyp se začal stavět v květnu 1967. Zálet nového typu byl proveden v srpnu 1969, osvědčení o letové způsobilosti vydal úřad FAA v květnu 1972. První sériový stroj vzlétl v říjnu 1973. Později byl typ dále upraven a zdokonalen, zejména prodloužením trupu a zlepšením jeho aerodynamických vlastností. Další vývoj vedl ke vzniku typu PA-42 Cheyenne III a IV.

## Varianty
PA-31T Cheyenne
Počáteční výrobní verze se dvěma turbovrtulovými motory Pratt & Whitney Canada PT6A-28 o výkonu 620 shp (462 kW).
PA-31T-1
Původní označení PT-31T Cheyenne I, poháněná motory Pratt & Whitney Canada PT6A-II o výkonu 500 shp (373 kW).
PA-31T Cheyenne II
Vylepšená varianta původního výrobního modelu se dvěma motory Pratt & Whitney Canada PT6A-28 o výkonu 620 shp (462 kW).
PA-31T2 Cheyenne IIXL
Prodloužená varianta s motory Pratt & Whitney Canada PT6A-135 o výkonu 750 shp (559 kW).

## Uživatelé

### Vojenští uživatelé
- Mauritánie
  - Mauritánské letectvo
- Spojené státy americké
  - Ministerstvo obrany Spojených států amerických[1]

## Specifikace

### Technické údaje
Údaje podle Jane's all The World's Aircraft 1976–77
- Osádka: 2
- Kapacita: 4-6 cestujících

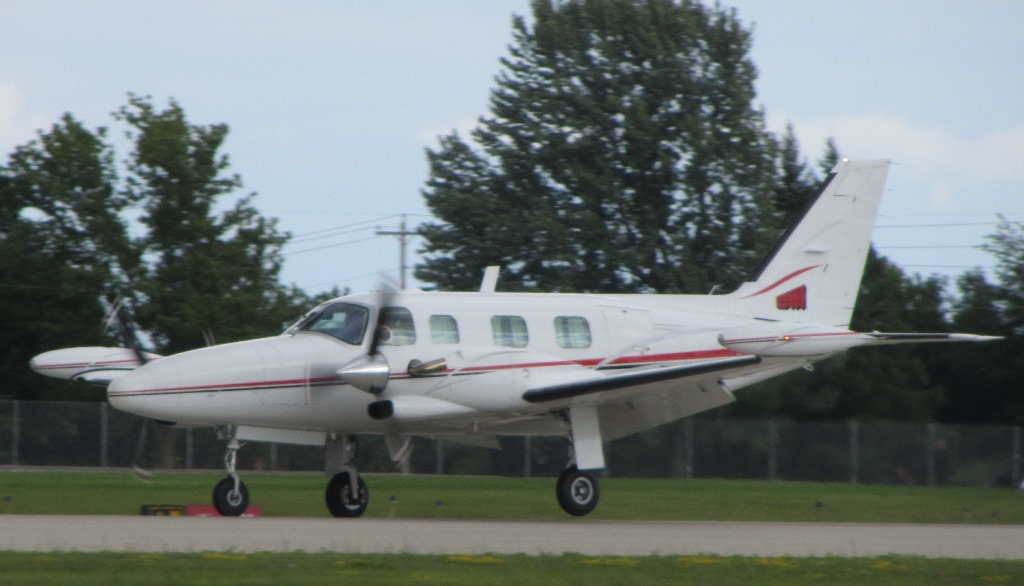
Piper PA-31T Cheyenne

- Délka: 10,58 m (34 stop a 8 palců)
- Rozpětí: 13,01 m (42 stop a 8¼ palce)
- Výška: 3,89 m (12 stop a 9 palců)
- Nosná plocha: 21,3 m² (229 čtverečních stop)
- Prázdná hmotnost: 2 209 kg (4 870 liber)
- Maximální vzletová hmotnost: 4 082 kg (9 000 lb)
- Pohonná jednotka: 2 × turbovrtulový motor Pratt & Whitney Canada PT6A-28
- Výkon pohonné jednotky: 620 shp (462 kW)

### Výkony
- Maximální rychlost: 525 km/h (283 uzlů, 326 mph) ve výšce 3 360 m (11 000 stop)
- Cestovní rychlost: 393 km/h (212 uzlů, 244 mph) ve výši 7 600 m (25 000 stop)
- Pádová rychlost: 142 km/h (77 uzlů, 88 mph) s vysunutými klapkami
- Dolet: 2 739 km (1 478 nm, 1 702 mil) (při ekonomické cestovní rychlosti, 45 minut rezervy)
- Dostup: 8 840 m (29 000 stop)
- Stoupavost: 14,2 m/s (2 800 stop za minutu)